# Гиббард, Бен
Бен Гиббард (англ. Ben Gibbard, полное имя Бенджамин Гиббард, англ. Benjamin Gibbard; 11 августа 1976, Бремертон, штат Вашингтон) — американский певец, автор песен и гитарист. Наиболее известен как вокалист инди-рок группы Death Cab for Cutie и участник электронного дуэта The Postal Service.
В 1997 после распада его первого коллектива — группы Pinwheel, Бен начинает запись демоальбома You Can Play These Songs with Chords для его сольного проекта под названием Death Cab for Cutie. Получив положительные отзывы, Гиббард решает превратить сольный проект в полноценную группу. Он приглашает гитариста Кристофера Уолла, басиста Ника Хармере и барабанщика Нейтана Гуда. Спустя год группа выпускает свой дебютный альбом Something About Airplanes на лейбле Barsuk Records.
В начале 2000-х, продолжая сольную карьеру параллельно деятельности в группе, выпускает два студийных и один EP альбом в рамках проекта All-Time Quarterback. В 2009 записывает альбом One Fast Move or I’m Gone совместно с Джеем Фарраром. В 2012 году выпускает сольный альбом под названием Former Lives, который достиг 34 позиции Billboard 200 в 2012 году, а затем два года удерживал эту позицию.

## Биография

### Ранние годы
Бен Гиббард родился в Бремертоне, штате Вашингтон, где провёл свою молодость. На его обучение в старших классах пришёлся подъём популярности гранж музыки в 1990-х годах. Также большое влияние на дальнейшее творчество оказал американский писатель и поэт Джек Керуак. В 1994 году Бен закончил Олимпийскую Среднюю Школу, а позднее обучался в Университете Западного Вашингтона на факультете инженерии. Первым музыкальным коллективом юного Бена стал Pinwheel в качестве гитариста, в составе которого был выпущен один одноимённый альбом. Но вскоре из группы ушёл Джастин Кеннеди, а Гиббард в 1997 году решил начать свой сольный проект под названием Death Cab for Cutie. В том же году он пишет музыку и текст для песен предстоящего демоальбома You Can Play These Songs with Chords, но для живого выступления требовалась полноценная группа. Поэтому он приглашает гитариста Кристофера Уолла, басиста Ника Хармере и барабанщика Нейтана Гуда. Альбом получает положительные отзывы, а группа формирует свой первый состав. В марте 1999 выходит альбом Something About Airplanes — первый студийный альбом группы, записанный в полном составе на лейбле Barsuk Records.

### Death Cab for Cutie и продолжение сольной карьеры
Несмотря на успех и последующие релизы Death Cab for Cutie Бен параллельно продолжает сольную карьеру. С 1999 по 2002 выпускает собственные альбомы в рамках сольного проекта All-Time Quarterback. Также он начинает практику совместной работы. Бен сотрудничает со следующими музыкантами и коллективами: The Long Winters, The American Analog Set, Дженни Льюис, Джей Фаррар, Арне ван Петегем (Styrofoam), Эндрю Кенни и другими. Но наиболее плодотворным стало сотрудничество с Джимми Тамборелло (Dntel) сначала в роли приглашенного вокалиста в альбоме Джимми Life Is Full of Possibilities (2001), а затем и в дуэте в The Postal Service. Дебютной работой дуэта стал альбом Give Up (2003), тепло принятый критикой и отмеченный высокими продажами и золотой сертификацией в двух странах. В марте 2004 года выходит ещё один релиз Бена — альбом Home Volume V, записанный совместно с Эндрю Кенни в 2002 году.
Весной 2007 года Гиббард совершил сольный тур по США вместе с Дэвидом Базаном из группы Pedro the Lion и Джонатаном Райсом. Бен снялся в эпизодической роли в фильме «Короткие интервью с подонками» 2009 года, основанного на одноимённом сборнике рассказов Дэвида Уоллеса.
В ноябре 2014 года Гиббард участвовал в записи восьмого студийного альбома группы Foo Fighters «Sonic Highways».
Гиббард открыто говорил о своих политических взглядах, выражая поддержку Демократической партии. 10 октября 2016 года группа Death Cab for Cutie выпустила «Million Dollar Loan», первую песню в проекте Дэйва Эггерса, «30 Days, 50 Songs». Песня высмеивает заявление Дональда Трампа.
Во время пандемии COVID-19 Гиббард ежедневно транслировал концерты в прямом эфире из своего дома. Он играл песни своих групп Death Cab for Cutie и The Postal Service, а также других артистов, таких как The Decemberists, Radiohead, New Order, Depeche Mode и The Beatles, продвигая местные вашингтонские некоммерческие организации.

## Личная жизнь
В 2008 году Бен обручился с американской актрисой и певицей Зоуи Дешанель. Пара сыграла свадьбу в сентябре 2009 неподалеку от Сиеэтла. Но 1 ноября 2011 года они объявили о разводе. Зоуи связала это с «непримиримыми различиями». 12 декабря 2012 они окончательно развелись.
21 октября 2016 года Гиббард женился на фотографе, Рэйчел Деми.
В 2012 году Гиббард выпустил альбом Former Lives — первый полностью самостоятельный сборник песен выпущенный под его собственным названием. В 2014 участвовал в записи трека «Subterranean» восьмого альбома группы Foo Fighters Sonic Highways.
В интервью 2003 года Гиббард заявил, что, хотя раньше он был веганом, недавно он стал пескетарианцем. Он бросил пить в 2008 году и начал бегать марафоны. Гиббард идентифицирует себя как агностик.

## Дискография
| Death Cab for Cutie - You Can Play These Songs with Chords (1997) - Something About Airplanes (1999 ) - We Have the Facts and We’re Voting Yes (2000) - The Photo Album (2001) - Transatlanticism (2003) - Plans (2005) - Narrow Stairs (2008) - Codes and Keys (2011) - Kintsugi (2015) Бен Гиббард - Home Volume V (2004) - Former Lives (2012) | The Postal Service - Give Up (2003) - Give Up 10th Anniversary Edition (2013) All-Time Quarterback - ¡All-Time Quarterback! (EP) (1999) - The Envelope Sessions (1999) - ¡All-Time Quarterback! (2002) С Джеем Фарраром - One Fast Move or I’m Gone (2009) Pinwheel - Pinwheel (1996) |